# Langhaugane (Vestland)
Langhaugane is een plaats in de Noorse gemeente Jølster, provincie Vestland. Langhaugane telt 678 inwoners (2007) en heeft een oppervlakte van 0,69 km².